# Kekerturnak Island
Kekerturnak Island – niezamieszkana wyspa w Cieśninie Davisa, w Archipelagu Arktycznym, w regionie Qikiqtaaluk, na terytorium Nunavut, w Kanadzie. W pobliżu Kekerturnak Island znajdują się wyspy: Idjuniving Island (6,3 km), Nunatsiaq Island (23,3 km) i Alikdjuak Island (34,7 km).